# 半平面
在數學中，一個半平面就是基本的二維對象的一種。
空間中有一條直線和一個平面，假設該直線落在該平面上，該直線會將該平面分成兩個部分，其中每一個部分都稱作半平面。
在直角坐標中，二元一次不等式所表示的範圍就是半平面。
在平面幾何中，一個平角（180度）所夾出的區域無限延伸後即是半平面。
兩個平面相交可切割出四個半平面。
半平面可以視為二維空間中射線在三維空間的類比。